# بانوی انتقام
بانوی انتقام (انگلیسی: Lady Vengeance؛ کره‌ای: 친절한 금자씨) (در استرالیا و روسیه همدردی با بانوی انتقام نامیده می‌شود) یک فیلم دلهره‌آور روان‌شناختی محصول سال ۲۰۰۵ کره جنوبی به کارگردانی پارک چان-ووک است. این فیلم، آخرین اثر از سه گانهٔ انتقام است و پس از فیلم‌های همدردی با آقای انتقام (۲۰۰۲) و اولدبوی (۲۰۰۳) در ۲۹ ژوئیه ۲۰۰۵ در کره جنوبی منتشر شد.

## خلاصه داستان
زنی به نام لی گوم جا (لی یونگ ئه) پس از گذراندن دوران ۱۳ ساله محکومیت خود، به جرم آدم‌ربایی و قتل پسربچه که مرتکب نشده‌است، از زندان آزاد می‌شود و می‌خواهد از قاتل واقعی انتقام بگیرد.

## بازیگران
- لی یونگ ئه در نقش لی گوم جا
- چوی مین شیک در نقش آقای بک (بک هان سانگ)
- کوان یه یونگ در نقش جنی
- کیم شی هو در نقش گون شیک
- اوه دال سو در نقش آقای چانگ
- لی سونگ شین در نقش پارک یی جونگ
- گو سو هی در نقش ما نیو («جادوگر»)
- کیم بیونگ اوک در نقش واعظ
- را می ران در نقش اوه سو هی
- سو یونگ جو در نقش کیم یونگ هی
- کیم بو سون در نقش وو
- کو چانگ-سوک در نقش شوهر سو یونگ
- لی ده یون در نقش پدر کودک ربوده‌شده
- نام ایل وو در نقش کارآگاه چوی
- کیم هی سو در نقش سه هیون
- اوه کوانگ-روک در نقش پدر سه هیون
- لی بیونگ-جون در نقش دونگ هوا
- چوی جونگ وو در نقش پدر دونگ هوا
- ریو سونگ-وان در نقش رهگذر
- سونگ کانگ هو در نقش آدمکش ۱
- شین ها کیون در نقش آدمکش ۲
- یو جی-ته در نقش بزرگسالی وون مو
- شین جی هی در نقش اون جو
- وون می وون در نقش مادربزرگ اون جو
- کیم ایک ته در نقش پدر وون مو
- کیم یو جونگ در نقش جه کیونگ
- ایم سو کیونگ در نقش افسر زندان
- چوی هی جین در نقش زندانی ۳
- جون سونگ ئه در نقش زندانی ۴
- کیم جین گو در نقش کو سون سوک
- کانگ هه جونگ در نقش گزارشگر تلویزیونی
- تونی بری در نقش پدر خوانده جنی
- آن کوردینر در نقش مادر خوانده جنی